# خوان مک‌کنی
خوان مک‌کنی (انگلیسی: Juan McKechnie؛ ۱۸۷۰? – ?) بازیکن فوتبال اهل آرژانتین بود.